# Hadula contempta
Hadula contempta är en fjärilsart som beskrevs av Rudolf Püngeler 1914. Hadula contempta ingår i släktet Hadula och familjen nattflyn. Inga underarter finns listade i Catalogue of Life.